# Розовка (Новониколаевский район)
Розовка (укр. Розівка) — село,
Терсянский сельский совет,
Новониколаевский район,
Запорожская область,
Украина.
Код КОАТУУ — 2323686611. Население по переписи 2001 года составляло 47 человек.

## Географическое положение
Село Розовка находится на левом склоне балки Горькая по которой протекает пересыхающий ручей,
ниже по течению на расстоянии в 0,5 км расположено село Зелёная Диброва.